# Patrick Teppers
Patrick Teppers, né à Bocholt le 30 juillet 1964, est un joueur de football belge, retraité depuis février 2012. Il évoluait comme milieu de terrain et a joué durant quatorze saisons en première division belge, au KSV Waregem, au RFC Seraing et au Saint-Trond VV, disputant 444 rencontres. Il termine ensuite sa carrière dans les divisions inférieures puis des clubs amateurs néerlandais et belges. Il était réputé pour la qualité de ses coups francs et tirs à distance.

## Carrière

### Débuts dans le Limbourg
Patrick Teppers s'affilie en 1972 au SK Lozen, un petit club du hameau de Lozen, un petit village près de Bocholt, sa ville natale. Il y évolue dans toutes les équipes d'âge et fait ses débuts en équipe première en 1980, à l'âge de seize ans. Après quatre saisons dans les séries provinciale ponctuées par deux titres, il est recruté par le FC Winterslag, un club ambitieux qui évolue alors en deuxième division.
Il s'adapte rapidement à sa nouvelle équipe, où il compte comme coéquipiers notamment Pierre Denier et Luc Nilis, et devient un des joueurs de base en milieu de terrain. Le club échoue à deux reprises lors du tour final pour la montée en Division 1 et rate le titre d'un point en 1986-1987, malgré les 16 buts inscrits par Teppers en championnat, ce qui en fait sa saison la plus prolifique. Le club remporte néanmoins le tour final quelques semaines plus tard et remonte parmi l'élite.

### Le grand saut vers la Division 1
Patrick Teppers n'accompagne pas ses coéquipiers mais rejoint le KSV Waregem, un club du « subtop » belge où jouent déjà Vital Borkelmans, Alain Van Baekel, Emmanuel Karagiannis et Marc Millecamps notamment. Dès son arrivée, il reçoit la confiance de son entraîneur, Urbain Haesaert, et devient un joueur important pour son équipe. Au terme de la saison, le club se qualifie pour la Coupe UEFA. Au premier tour, il élimine les norvégiens du Molde FK, Teppers inscrivant le cinquième but de son équipe au match retour. Le club est ensuite éliminé au tour suivant par le Dynamo Dresde. Par la suite, plusieurs cadres quittent le club, qui vit des saisons plus difficiles et échappe de peu à la relégation en 1990. Fidèle à ses couleurs, le joueur reste au Gaverbeek jusqu'en 1993. Cette saison-là, le club vit un renouveau grâce à l'apport de ses renforts, dont Aurelio Vidmar et Flórián Urbán et termine quatrième du championnat. Qualifié pour la prochaine édition de la Coupe UEFA, Patrick Teppers décide néanmoins de quitter le club, des difficultés financières commençant à mettre à mal la pérennité du « Essevee ».
Il se lie au RFC Seraing, ambitieux promu parmi l'élite, où il retrouve son ancien coéquipier Karagiannis et quelques joueurs de renom ou en passe de l'être, parmi lesquels Roger Lukaku, Olivier Doll, Lars Olsen ou encore le trio brésilien Wamberto, Isaias et Edmilson. Le club sérésien vit une saison exceptionnelle et lutte longtemps pour le titre. Il termine finalement à la troisième place, derrière Bruges et Anderlecht, synonyme de qualification européenne. Le club ne franchira toutefois pas le premier tour de la Coupe UEFA et connaît plus de difficultés en championnat. Aux soucis sportifs viennent s'ajouter des problèmes financiers, qui mènent à la disparition du club en 1996, absorbé par le Standard de Liège.
Patrick Teppers n'est pas repris dans le noyau du Standard et part alors à Saint-Trond, où il compte parmi ses équipiers des joueurs comme Mircea Rednic, Patrick Goots ou Marc Wuyts. Le club fait une bonne saison et remporte le premier trophée de son histoire, la Coupe de la Ligue. En finale, Patrick Teppers inscrit les deux premiers buts de son équipe. Grâce à cette victoire, il dispute une troisième compétition européenne, la toute première pour le club, la Coupe Intertoto 1999. Les trudonnaires sont éliminés au troisième tour par l'Austria Vienne. En 2001, Patrick Teppers quitte le club et s'en va jouer en deuxième division, au SK Heusden-Zolder.

### Fin de carrière dans les séries inférieures et amateur
Pour sa première saison à Heusden, il manque de peu la montée en Division 1 via le tour final. Six mois plus tard, il décide de partir et rejoint le Verbroedering Maasmechelen, qui évolue alors en Promotion. Il y occupe le poste de joueur-entraîneur jusqu'en juin 2004 mais ne veut pas s'arrêter de jouer et décide de quitter le club. Il s'engage alors avec le Wilhelmina '08, un club néerlandais évoluant en deuxième division amateur, le sixième niveau dans la hiérarchie du football aux Pays-Bas. Au terme de sa première saison, il y remporte le titre et monte en première division amateur. Après un an, il rejoint le FC Oda, une équipe évoluant en quatrième division amateur. Il n'y reste que quelques mois et rentre en Belgique en janvier 2007.
De retour au pays, Patrick Teppers rejoint les rangs du FC Reppel, un petit club de l'entité de Bocholt évoluant en troisième provinciale. À nouveau, il aide son équipe à remporter le titre après une saison, accédant ainsi au niveau supérieur. Durant l'été 2009, après deux saisons en deuxième provinciale, Patrick Teppers rejoint le Sporting Grote Brogel, en quatrième provinciale, le plus bas niveau du football belge. En avril 2010, lors d'un match contre son club formateur, le SK Lozen, il affronte son fils Nino. Il annonce en février 2012 son intention d'arrêter de jouer en fin de saison. À 47 ans, il dispute son dernier match le 29 avril 2012 et range ensuite définitivement ses crampons

## Palmarès
- Vainqueur de la Coupe de la Ligue belge en 1999 avec le Saint-Trond VV.

## Statistiques
| Saison                | Club                       | Championnat           | Championnat | Championnat | Coupe nationale | Coupe nationale | Coupe de la Ligue | Coupe de la Ligue | Compétition(s) continentale(s) | Compétition(s) continentale(s) | Compétition(s) continentale(s) | Total | Total |
| Saison                | Club                       | Division              | M.          | B.          | M.              | B.              | M.                | B.                | Comp.                          | M.                             | B.                             | M.    | B.    |
| 1984-1985             | FC Winterslag              | Division 2            | -           | -           | -               | -               | 0                 | 0                 | -                              | 0                              | 0                              | 0     | 0     |
| 1985-1986             | FC Winterslag              | Division 2            | 27          | 3           | -               | -               | 0                 | 0                 | -                              | 0                              | 0                              | 27    | 3     |
| 1986-1987             | FC Winterslag              | Division 2            | 35          | 16          | 7               | 3               | 0                 | 0                 | -                              | 0                              | 0                              | 42    | 19    |
| Sous-total            | Sous-total                 | Sous-total            | 62          | 19          | 7               | 3               | 0                 | 0                 | -                              | 0                              | 0                              | 69    | 22    |
| 1987-1988             | KSV Waregem                | Division 1            | 29          | 5           | -               | -               | 0                 | 0                 | -                              | 0                              | 0                              | 29    | 5     |
| 1988-1989             | KSV Waregem                | Division 1            | 33          | 9           | 0               | 0               | 0                 | 0                 | C3                             | 4                              | 1                              | 37    | 10    |
| 1989-1990             | KSV Waregem                | Division 1            | 33          | 12          | 4               | 1               | 0                 | 0                 | -                              | 0                              | 0                              | 37    | 13    |
| 1990-1991             | KSV Waregem                | Division 1            | 32          | 8           | 1               | 0               | 0                 | 0                 | -                              | 0                              | 0                              | 33    | 8     |
| 1991-1992             | KSV Waregem                | Division 1            | 28          | 9           | 2               | 1               | 0                 | 0                 | -                              | 0                              | 0                              | 30    | 10    |
| 1992-1993             | KSV Waregem                | Division 1            | 32          | 4           | 5               | 1               | 0                 | 0                 | -                              | 0                              | 0                              | 37    | 5     |
| Sous-total            | Sous-total                 | Sous-total            | 187         | 47          | 12              | 3               | 0                 | 0                 | -                              | 4                              | 1                              | 203   | 51    |
| 1993-1994             | RFC Seraing                | Division 1            | 34          | 5           | 2               | 0               | 0                 | 0                 | -                              | 0                              | 0                              | 36    | 5     |
| 1994-1995             | RFC Seraing                | Division 1            | 33          | 3           | 3               | 0               | 0                 | 0                 | C3                             | 2                              | 0                              | 38    | 3     |
| 1995-1996             | RFC Seraing                | Division 1            | 33          | 3           | 2               | 1               | 0                 | 0                 | -                              | 0                              | 0                              | 35    | 4     |
| Sous-total            | Sous-total                 | Sous-total            | 100         | 11          | 7               | 1               | 0                 | 0                 | -                              | 2                              | 0                              | 109   | 12    |
| 1996-1997             | K Saint-Trond VV           | Division 1            | 33          | 3           | 1               | 0               | 0                 | 0                 | -                              | 0                              | 0                              | 34    | 3     |
| 1997-1998             | K Saint-Trond VV           | Division 1            | 32          | 1           | 3               | 0               | 1                 | 0                 | -                              | 0                              | 0                              | 36    | 1     |
| 1998-1999             | K Saint-Trond VV           | Division 1            | 32          | 9           | 3               | 0               | 4                 | 4                 | -                              | 0                              | 0                              | 39    | 13    |
| 1999-2000             | K Saint-Trond VV           | Division 1            | 32          | 3           | 5               | 1               | 2                 | 0                 | C4                             | 6                              | 3                              | 45    | 7     |
| 2000-2001             | K Saint-Trond VV           | Division 1            | 29          | 3           | 3               | 0               | 0                 | 0                 | -                              | 0                              | 0                              | 32    | 3     |
| Sous-total            | Sous-total                 | Sous-total            | 158         | 19          | 15              | 1               | 7                 | 4                 | -                              | 6                              | 3                              | 186   | 27    |
| 2001-2002             | Heusden-Zolder SK          | Division 2            | 40          | 4           | 1               | 1               | 0                 | 0                 | -                              | 0                              | 0                              | 41    | 5     |
| 2002-2003             | Heusden-Zolder SK          | Division 2            | 14          | 2           | 3               | 1               | 0                 | 0                 | -                              | 0                              | 0                              | 17    | 3     |
| Sous-total            | Sous-total                 | Sous-total            | 54          | 6           | 4               | 2               | 0                 | 0                 | -                              | 0                              | 0                              | 58    | 8     |
| 2002-2003             | Verbroedering Maasmechelen | Promotion             | 14          | 3           | 0               | 0               | 0                 | 0                 | -                              | 0                              | 0                              | 14    | 3     |
| 2003-2004             | Verbroedering Maasmechelen | Promotion             | 29          | 4           | 4               | 0               | 0                 | 0                 | -                              | 0                              | 0                              | 33    | 4     |
| Sous-total            | Sous-total                 | Sous-total            | 43          | 7           | 4               | 0               | 0                 | 0                 | -                              | 0                              | 0                              | 47    | 7     |
| Total sur la carrière | Total sur la carrière      | Total sur la carrière | 604         | 109         | 49              | 10              | 7                 | 4                 | -                              | 12                             | 4                              | 672   | 127   |